# Helga Große-Brauckmann
Helga Große-Brauckmann, geborene Oetker (* 9. August 1925 in Bremen; † 24. Januar 2007) war eine deutsche Biologin und Spezialistin für die Pilzgruppe der Corticiaceen. Ihr offizielles botanisches Autorenkürzel lautet „Grosse-Brauckm.“.

## Leben
Helga Oetker, Tochter eines Reedereiangestellten wuchs in Bremen auf. Ab 1946 studierte sie an der Universität Göttingen, wo sie 1953 mit einer Dissertation mit dem Thema: „Untersuchung über die Ernährung einiger Myxobakterien“ bei Richard Harder promoviert wurde.
1953 heiratete sie den Biologen Gisbert Große-Brauckmann, der in den folgenden Jahren  als Wissenschaftler in Gießen, Bremen und Darmstadt arbeitete. Aufgrund ihres allgemeinen Interesses für Pilze vertiefte sie ihre mykologischen Kenntnisse, angeregt von Hermann Jahn, auf die Gruppe der Krustenpilze, der Corticiaceen, und bekam damit auch Kontakt zu John Eriksson, einem der damals wenigen Spezialisten für diese schwierig zu bestimmende Pilzgruppe, deren Kenner damals fast ausschließlich in Skandinavien waren.
Folgerichtig unternahm Helga Große-Brauckmann zahlreiche Reisen nach Schweden, wo sie neben John Eriksson auch Karl-Hendrik Larsson, Kurt Hjortstam und Leif Ryvarden kennenlernte. Diese Forscher waren an erster Stelle an der Herausgabe der bis dahin einzigen modernen Flora zu dieser Gruppe beteiligt, die mit dem Titel „The Corticiaceae of North Europe“ herauskam und noch heute von großer Bedeutung ist.
Helga Große-Brauckmann hat die Erforschung dieser Pilze in Deutschland und den angrenzenden Staaten wesentlich getragen und dabei eine Reihe von Arten neu beschrieben oder zahlreiche Neufunde in Deutschland gemacht.
Ihre Sammlung (ca. 6000 Belege von 1370 Taxa) übergab sie 2006 der Botanischen Staatssammlung München.
Über die systematische Arbeit hinaus hat Helga Große-Brauckmann auch die ökologischen Ansprüche dieser Arten, die für den Naturhaushalt von großer Bedeutung sind, erforscht. So hat sie zahlreiche Aufnahmen von Corticiaceen in Naturwaldreservaten gemacht und darüber publiziert. Durch ihre Mitarbeit an der Erstellung der Roten Liste der gefährdeten Großpilze in Deutschland konnte erstmals auch eine Aussage über die Seltenheit, Besonderheit und Bedrohung von Arten dieser Gruppe gemacht werden. Auch an der Roten Liste der Pilze in Hessen hat sie mitgearbeitet.
Kurt Hjortstam und Leif Ryvarden benannten 1986 eine von ihnen neu beschriebene Art zu Ehren von Helga Große-Brauckmann Odonticium helgae.

## Veröffentlichungen
- 1953 (H. Oetker): Untersuchungen über die Ernährung einiger Myxobakterien. Archiv f. Mikrobiol. 19, 206–246, Göttingen.
- 1980: Tyromyces simanii (Pil. ex Pil.) Parm., erster Fund aus der Bundesrepublik Deutschland. Westfäl. Pilzbriefe 11, 159–162, Detmold.
- 1983 (mit Hermann Jahn): Antrodiella onychoides (Egeland) Niemelä: Erste Funde in Mitteleuropa, Unterschiede gegenüber Antrodiella semisupina (Berl.- & Curt.) Ryv. Westfäl. Pilzbriefe 10–11 (8a), 237–248, Detmold.
- 1983: Mycoaciella bispora (Stalpers) Erikss. & Ryv.: erste Funde in der Bundesrepublik Deutschland. Westfäl. Pilzbriefe 10–11, 8a, 248–254, Detmold.
- 1985: Holzbewohnende Aphyllophorales und Heterobasidiomyceten aus Südhessen. Z. f. Mykologie 51(1): 61–72.
- 1986: Steccherinum oreophilum und Steccherinum „robustius/laeticolor“ (ss. Jahn 1969/1979) – zu einigen nomenklatorisch-taxonomischen Mißverständnissen und über Funde in der BRD. Z. f. Mykologie 52 (2): 363–371.
- 1986: A Swedish Skeletocutis find: Skeletocutis papyracea David? Windahlia 16, 65–68, Göteborg. DGfM-Mitteilungen, 17. Jahrgang 49
- 1987: Die Corticioiden aus dem Herbar von Hermann Jahn. Z. f. Mykologie 53(1): 73–80.
- 1987: Über einige seltene Basidiomyceten. Z. f. Mykologie 53(1): 81–92.
- 1989 (mit Norbert Luschka): Sistotrema autumnale Ryv. & Solh. und Athelicium stridii K.-H. Larsson & Hjortstam: zwei für die Bundesrepublik Deutschland neue Corticiaceen. Hoppea, Denkschr. Regensburg. Bot. Ges. 47: 37–40, Regensburg.
- 1990: Corticioide Basidiomyceten in der Bundesrepublik Deutschland: Funde 1960 bis 1989. Z. f. Mykologie 56(1): 95–130.
- 1991 (mit Ingo Nuss): Vier interessante Aphyllophorales-Arten aus dem Bayerischen Wald: Junghuhnia fimbriatella, Antrodiella citrinella (Poriaceae), Hypochnicium cymosum und Resinicium furfuraceum (Corticiaceae). Hoppea, Denkschr. Regensburg. Bot. Ges. 50: 519–525, Regensburg.
- 1992: Zur Problematik einer Roten Liste holzbewohnender Basidiomyceten. In: Rote Listen gefährdeter Pflanzen in der Bundesrepublik Deutschland. Referate und Ergebnisse eines Arbeitstreffens in der Internationalen Naturschutzakademie Insel Vilm vom 25.–28. November 1991, Schriftenreihe für Vegetationskunde 23, 147–156, Bonn-Bad Godesberg (Bundesforschungsanstalt für Naturschutz und Landschaftsökologie).
- 1993 (mit Kurt Hjortstam): Two new species of Cristinia (Basidiomycotina, Aphyllophorales) and a survey of the genus. Mycotaxon 47: 405–410.
- 1994: Holzzersetzende Pilze – Aphyllophorales und Heterobasidiomycetes – des Naturwaldreservates Karlswörth. Eine Dokumentation und Vergleiche mit verwandten Waldgesellschaften. (Naturwaldreservate in Hessen 4). Mitt. d. Hessischen Landesforstverwaltung 29, Wiesbaden.
- 1996: Ergebnisse von Untersuchungen der Pilzflora im Naturwaldreservat „Karlswörth“ und im Naturschutzgebiet „Mönchbruch“. In: Stiftung Hessischer Naturschutz (Herausg.): Wieviel Urwald braucht das Land? S. 27–59. Wiesbaden „1995“.
- 1997 (mit Karl-Hendrik Larsson und Jean Keller): An new Hyphoderma from Europe. Nordic J. of Botany 18, 2: 239–242, Copenhagen.
- 1999: Holzbewohnende Pilze aus dem Naturwaldreservat Kniebrecht (Odenwald, Südhessen). Z. f. Mykologie 65(2): 115–171.
- 2002: Spiculogloea subminuta und Oliveonia fibrillosa (Heterobasidiomycetes) – Bericht über zwei deutsche Erstfunde. Z. f. Mykologie 68(2): 135–140.
- 2003: Zwei neue Corticiaceen-Arten (Basidiomycetes, Aphyllophorales) an abgestorbenen Rubus-Ruten. Z. f. Mykologie 69(1): 93–99.
- 2004: (mit Volker Kummer): Fünf bemerkenswerte Funde corticioider Pilze aus Deutschland. Feddes Repertorium 115: 90–101.

## Nachweise
- Ewald Langer: Die DGfM trauert um: Dr. Helga Große-Brauckmann. In: DGfM-Mitteilungen. 17. Jahrgang, Nr. 2, September 2007, S. 47–49.